# Volta Ciclista a Catalunya 2009
La Volta Ciclista a Catalunya 2009, ottantanovesima edizione della corsa e valevole come quattordicesima prova del calendario mondiale UCI 2009, si svolse in sette tappe dal 18 al 24 maggio 2009, per un percorso totale di 987,9 km. Lo spagnolo Alejandro Valverde si aggiudicò la corsa, concludendo le sette tappe in 24h12'10".

## Tappe
| Tappa  | Data      | Percorso                            | km    | Vincitore di tappa | Leader cl. generale |
| ------ | --------- | ----------------------------------- | ----- | ------------------ | ------------------- |
| 1ª     | 18 maggio | Lloret de Mar (Cron. individuale)   | 3,6   | Thor Hushovd       | Thor Hushovd        |
| 2ª     | 19 maggio | Gerona > Roses                      | 163.1 | Matti Breschel     | Alejandro Valverde  |
| 3ª     | 20 maggio | Roses > La Pobla de Lillet          | 182,8 | Alejandro Valverde | Alejandro Valverde  |
| 4ª     | 21 maggio | La Pobla de Lillet > Vallnord (AND) | 175,7 | Julián Sánchez     | Alejandro Valverde  |
| 5ª     | 22 maggio | La Seu d'Urgell > Torredembarra     | 201,3 | Nikolaj Trusov     | Alejandro Valverde  |
| 6ª     | 23 maggio | Torredembarra > Barcellona          | 150,5 | Thor Hushovd       | Alejandro Valverde  |
| 7ª     | 24 maggio | Sant Cugat del Vallès > Montmeló    | 110,8 | Greg Henderson     | Alejandro Valverde  |
| Totale | Totale    | Totale                              | 987,9 |                    |                     |

## Squadre e corridori partecipanti
| N.      | Cod. | Squadra                 |
| ------- | ---- | ----------------------- |
| 1-8     | ALM  | AG2R La Mondiale        |
| 11-18   | AST  | Astana                  |
| 21-28   | BBO  | Bbox Bouygues Télécom   |
| 31-38   | GCE  | Caisse d'Epargne        |
| 41-48   | COF  | Cofidis                 |
| 51-58   | THR  | Team Columbia-High Road |
| 61-68   | EUS  | Euskaltel-Euskadi       |
| 71-78   | FDJ  | Française des Jeux      |
| 81-88   | FUJ  | Fuji-Servetto           |
| 91-98   | GRM  | Team Garmin-Slipstream  |
| 101-107 | KAT  | Team Katusha            |

| N.      | Cod. | Squadra           |
| ------- | ---- | ----------------- |
| 111-118 | LAM  | Lampre-N.G.C.     |
| 121-128 | LIQ  | Liquigas          |
| 131-138 | MRM  | Team Milram       |
| 141-148 | QST  | Quick Step        |
| 151-157 | RAB  | Rabobank          |
| 161-167 | SAX  | Team Saxo Bank    |
| 171-177 | SIL  | Silence-Lotto     |
| 181-188 | CTT  | Cervélo TestTeam  |
| 191-198 | CNM  | Contentpolis-Ampo |
| 201-208 | ACA  | Andalucía-Cajasur |

## Dettagli delle tappe

### 1ª tappa
- 18 maggio: Lloret de Mar – Cronometro individuale – 3,6 km

Risultati
| Pos. | Corridore          | Squadra      | Tempo |
| ---- | ------------------ | ------------ | ----- |
| 1    | Thor Hushovd       | Cervélo      | 4'47" |
| 2    | Alejandro Valverde | C. d'Epargne | a 1"  |
| 3    | Greg Henderson     | High Road    | a 2"  |

| Pos. | Corridore          | Squadra      | Tempo |
| ---- | ------------------ | ------------ | ----- |
| 1    | Thor Hushovd       | Cervélo      | 4'47" |
| 2    | Alejandro Valverde | C. d'Epargne | a 1"  |
| 3    | Greg Henderson     | High Road    | a 2"  |

### 2ª tappa
- 19 maggio: Gerona > Roses – 163,1 km

Risultati
| Pos. | Corridore        | Squadra    | Tempo    |
| ---- | ---------------- | ---------- | -------- |
| 1    | Matti Breschel   | Saxo Bank  | 4h11'34" |
| 2    | Jérôme Pineau    | Quick Step | s.t.     |
| 3    | Xavier Florencio | Cervélo    | s.t.     |

| Pos. | Corridore          | Squadra      | Tempo    |
| ---- | ------------------ | ------------ | -------- |
| 1    | Alejandro Valverde | C. d'Epargne | 4h16'22" |
| 2    | Jérôme Pineau      | Quick Step   | s.t.     |
| 3    | Xavier Florencio   | Cervélo      | a 1"     |

### 3ª tappa
- 20 maggio: Roses > La Pobla de Lillet – 182,8 km

Risultati
| Pos. | Corridore          | Squadra       | Tempo    |
| ---- | ------------------ | ------------- | -------- |
| 1    | Alejandro Valverde | C. d'Epargne  | 4h46'53" |
| 2    | David de la Fuente | Fuji-Servetto | s.t.     |
| 3    | Daniel Martin      | Garmin        | s.t.     |

| Pos. | Corridore          | Squadra      | Tempo    |
| ---- | ------------------ | ------------ | -------- |
| 1    | Alejandro Valverde | C. d'Epargne | 9h03'05" |
| 2    | Haimar Zubeldia    | Astana Team  | a 14"    |
| 3    | Samuel Sánchez     | Euskaltel    | a 15"    |

### 4ª tappa
- 21 maggio: La Pobla de Lillet > Vallnord (Andorra) – 175,7 km

Risultati
| Pos. | Corridore          | Squadra      | Tempo    |
| ---- | ------------------ | ------------ | -------- |
| 1    | Julián Sánchez     | Contentpolis | 4h46'29" |
| 2    | Daniel Martin      | Garmin       | a 6"     |
| 3    | Alejandro Valverde | C. d'Epargne | a 8"     |

| Pos. | Corridore          | Squadra      | Tempo     |
| ---- | ------------------ | ------------ | --------- |
| 1    | Alejandro Valverde | C. d'Epargne | 13h49'38" |
| 2    | Daniel Martin      | Garmin       | a 15"     |
| 3    | Haimar Zubeldia    | Astana Team  | a 22"     |

### 5ª tappa
- 22 maggio: La Seu d'Urgell > Torredembarra – 201,3 km

Risultati
| Pos. | Corridore      | Squadra      | Tempo    |
| ---- | -------------- | ------------ | -------- |
| 1    | Nikolaj Trusov | Team Katusha | 4h28'58" |
| 2    | Thor Hushovd   | Cervélo      | s.t.     |
| 3    | Fabio Sabatini | Liquigas     | s.t.     |

| Pos. | Corridore          | Squadra      | Tempo     |
| ---- | ------------------ | ------------ | --------- |
| 1    | Alejandro Valverde | C. d'Epargne | 18h18'36" |
| 2    | Daniel Martin      | Garmin       | a 15"     |
| 3    | Haimar Zubeldia    | Astana Team  | a 22"     |

### 6ª tappa
- 23 maggio: Torredembarra > Barcellona – 150,5 km

Risultati
| Pos. | Corridore      | Squadra   | Tempo    |
| ---- | -------------- | --------- | -------- |
| 1    | Thor Hushovd   | Cervélo   | 3h26'43" |
| 2    | Fabio Sabatini | Liquigas  | s.t.     |
| 3    | Greg Henderson | High Road | s.t.     |

| Pos. | Corridore          | Squadra      | Tempo     |
| ---- | ------------------ | ------------ | --------- |
| 1    | Alejandro Valverde | C. d'Epargne | 21h45'19" |
| 2    | Daniel Martin      | Garmin       | a 15"     |
| 3    | Haimar Zubeldia    | Astana Team  | a 22"     |

### 7ª tappa
- 24 maggio: Sant Cugat del Vallès > Circuito di Catalogna, Montmeló – 110,8 km

Risultati
| Pos. | Corridore      | Squadra      | Tempo    |
| ---- | -------------- | ------------ | -------- |
| 1    | Greg Henderson | High Road    | 2h26'51" |
| 2    | Lloyd Mondory  | AG2R La Mon. | s.t.     |
| 3    | Fabio Sabatini | Liquigas     | s.t.     |

| Pos. | Corridore          | Squadra      | Tempo     |
| ---- | ------------------ | ------------ | --------- |
| 1    | Alejandro Valverde | C. d'Epargne | 24h12'10" |
| 2    | Daniel Martin      | Garmin       | a 15"     |
| 3    | Haimar Zubeldia    | Astana Team  | a 22"     |

## Evoluzione delle classifiche
| Tappa              | Vincitore          | Classifica generale | Classifica scalatori | Classifica sprint | Classifica squadre |
| ------------------ | ------------------ | ------------------- | -------------------- | ----------------- | ------------------ |
| 1ª                 | Thor Hushovd       | Thor Hushovd        | non assegnata        | non assegnata     | Cervélo TestTeam   |
| 2ª                 | Matti Breschel     | Alejandro Valverde  | Lloyd Mondory        | Samuel Dumoulin   | Cervélo TestTeam   |
| 3ª                 | Alejandro Valverde | Alejandro Valverde  | Xavier Tondó         | Samuel Dumoulin   | Euskaltel-Euskadi  |
| 4ª                 | Julián Sánchez     | Alejandro Valverde  | Xavier Tondó         | Samuel Dumoulin   | Astana             |
| 5ª                 | Nikolaj Trusov     | Alejandro Valverde  | Xavier Tondó         | Samuel Dumoulin   | Astana             |
| 6ª                 | Thor Hushovd       | Alejandro Valverde  | Julián Sánchez       | Samuel Dumoulin   | Astana             |
| 7ª                 | Greg Henderson     | Alejandro Valverde  | Julián Sánchez       | Samuel Dumoulin   | Astana             |
| Classifiche finali | Classifiche finali | Alejandro Valverde  | Julián Sánchez       | Samuel Dumoulin   | Astana             |

## Classifiche finali

### Classifica generale
| Pos. | Corridore           | Squadra       | Tempo     |
| ---- | ------------------- | ------------- | --------- |
| 1    | Alejandro Valverde  | C. d'Epargne  | 24h12'10" |
| 2    | Daniel Martin       | Garmin        | a 15"     |
| 3    | Haimar Zubeldia     | Astana Team   | a 22"     |
| 4    | Mikel Astarloza     | Euskaltel     | a 34"     |
| 5    | José Ángel Gómez    | Cervélo       | a 38"     |
| 6    | Jakob Fuglsang      | Saxo Bank     | a 45"     |
| 7    | Aleksandr D'jačenko | Astana Team   | a 49"     |
| 8    | Xavier Tondó        | Andalucía     | a 56"     |
| 9    | Samuel Sánchez      | Euskaltel     | a 1'42"   |
| 10   | David de la Fuente  | Fuji-Servetto | a 1'52"   |

### Classifica scalatori
| Pos. | Corridore          | Squadra      | Punti |
| ---- | ------------------ | ------------ | ----- |
| 1    | Julián Sánchez     | Contentpolis | 49    |
| 2    | Xavier Tondó       | Andalucía    | 48    |
| 3    | José Luis Arrieta  | AG2R La Mon. | 42    |
| 4    | Aitor Hernández    | Euskaltel    | 39    |
| 5    | Alejandro Valverde | C. d'Epargne | 36    |

### Classifica sprint
| Pos. | Corridore        | Squadra      | Punti |
| ---- | ---------------- | ------------ | ----- |
| 1    | Samuel Dumoulin  | Cofidis      | 18    |
| 2    | Javier Ramírez   | Andalucía    | 6     |
| 3    | Cyril Dessel     | AG2R La Mon. | 3     |
| 4    | Sylvain Chavanel | Quick Step   | 3     |
| 5    | Amaël Moinard    | Cofidis      | 3     |

### Classifica squadre
| Pos. | Squadra            | Tempo     |
| ---- | ------------------ | --------- |
| 1    | Astana             | 72h41'00" |
| 2    | Euskaltel-Euskadi  | a 2'22"   |
| 3    | AG2R La Mondiale   | a 6'23"   |
| 4    | Française des Jeux | a 6'34"   |
| 5    | Team Katusha       | a 8'34"   |

## Punteggi UCI
| Pos. | Corridore           | Squadra       | Punti |
| ---- | ------------------- | ------------- | ----- |
| 1    | Alejandro Valverde  | C. d'Epargne  | 112   |
| 2    | Daniel Martin       | Garmin        | 86    |
| 3    | Haimar Zubeldia     | Astana Team   | 71    |
| 4    | Mikel Astarloza     | Euskaltel     | 61    |
| 5    | José Ángel Gómez    | Cervélo       | 50    |
| 6    | Jakob Fuglsang      | Saxo Bank     | 40    |
| 7    | Aleksandr D'jačenko | Astana Team   | 30    |
| 8    | Xavier Tondó        | Andalucía     | 21    |
| 9    | Thor Hushovd        | Cervélo       | 17    |
| 10   | Samuel Sánchez      | Euskaltel     | 11    |
| 11   | Greg Henderson      | High Road     | 11    |
| 12   | David de la Fuente  | Fuji-Servetto | 9     |
| 13   | Fabio Sabatini      | Liquigas      | 8     |
| 14   | Matti Breschel      | Saxo Bank     | 7     |
| 15   | Julián Sánchez      | Contentpolis  | 6     |
| 16   | Nikolaj Trusov      | Team Katusha  | 6     |
| 17   | Lloyd Mondory       | AG2R La Mon.  | 4     |
| 18   | Jérôme Pineau       | Quick Step    | 4     |
| 19   | Xavier Florencio    | Cervélo       | 2     |
| 20   | Pablo Urtasun       | Euskaltel     | 2     |
| 21   | Matthieu Ladagnous  | F. des Jeux   | 1     |
| 22   | Sylvain Chavanel    | Quick Step    | 1     |
| 23   | Nicolas Roche       | AG2R La Mon.  | 1     |
| 24   | Leonardo Duque      | Cofidis       | 1     |

| Pos. | Squadra                 | Punti |
| ---- | ----------------------- | ----- |
| 1    | Caisse d'Epargne        | 112   |
| 2    | Astana                  | 101   |
| 3    | Team Garmin-Slipstream  | 86    |
| 4    | Euskaltel-Euskadi       | 74    |
| 5    | Cervélo TestTeam        | 69    |
| 6    | Team Saxo Bank          | 47    |
| 7    | Andalucía-Cajasur       | 21    |
| 8    | Team Columbia-High Road | 11    |
| 9    | Fuji-Servetto           | 9     |
| 10   | Liquigas                | 8     |
| 11   | Team Katusha            | 6     |
| 12   | Contentpolis-Ampo       | 6     |
| 13   | Quick Step              | 5     |
| 14   | AG2R La Mondiale        | 5     |
| 15   | Française des Jeux      | 1     |
| 16   | Cofidis                 | 1     |

| Pos. | Nazione       | Punti |
| ---- | ------------- | ----- |
| 1    | Spagna        | 315   |
| 2    | Irlanda       | 87    |
| 3    | Danimarca     | 47    |
| 4    | Kazakistan    | 30    |
| 5    | Norvegia      | 17    |
| 6    | Nuova Zelanda | 11    |
| 7    | Francia       | 10    |
| 8    | Italia        | 8     |
| 9    | Russia        | 6     |
| 10   | Colombia      | 1     |